# Błonie (Varsovie-ouest)
Pour les articles homonymes, voir Błonie.
Błonie est une ville polonaise de la gmina de Błonie située dans le powiat de Varsovie-ouest et dans la voïvodie de Mazovie, dans le centre-est de la Pologne.
Elle est le chef-lieu (siège administratif) de la gmina de Błonie.

## Histoire
Au cours de la Seconde Guerre mondiale, en septembre 1939, les Allemands assassinent 50 Juifs lors d'une exécution de masse ((pl)massacre de Błonie (pl)). En 1940, ils enferment les Juifs dans un ghetto dans la ville,. Le ghetto est liquidé en février 1941 et 2 100 habitants sont transportés au Ghetto de Varsovie avec 400 000 autres personnes,.